# Гун Фу Ча
Гун Фу Ча, що в перекладі означає "висококваліфіковане чайне мистецтво", - це церемоніальний метод приготування чаю, який визначається своєю здатністю підкреслити смак, аромат і естетичний вигляд чаю. Цей метод робить акцент на невеликих заварках, що дозволяє насолоджуватися повністю вираженим характером чаю за допомогою декількох послідовних заварювань.

## Церемоніальний посуд
В приготування чаю за цим методом використовується певний традиційний набір посуду:
- Глиняний чайник із Гаяни або Ісін : невелика посудина для заварювання, яка зазвичай має об’єм приблизно 100-150 мл води.
- Чашки для чаю: компактні посудини, які дозволяють оцінити колір і смак чаю.
- Піднос для чаю : використовується для збору пролитої води або чаю під час процесу заварювання.
- Чайник: використовується для зберігання чайного листя.
- Чайний посуд: чайна ложка, чайна голка та чайні щипці.

## Приготування
Процес приготування складається з 6 етапів: нагрівання води, додавання чайного листя, заливання водою, замочування, розливання та повторного заварювання. Етап заварювання триває певний час, який залежить від сорту чаю. Після розливання етапу розливання чаю відбувається його дегустація. Далі цикл повторюється, оскільки багато високоякісних чаїв можна заварювати кілька разів .